# Vinterlilja
Vinterlilja (Hesperantha coccinea) är en växtart inom familjen irisväxter och förekommer naturligt i östra Sydafrika. Arten odlas ibland som utplanterings- eller krukväxt i Sverige.

## Synonymer
- Schizostylis coccinea Backh. & Harv.
- Schizostylis pauciflora Klatt
- Schizostylis ixioides Harv. ex Baker

## Sorter

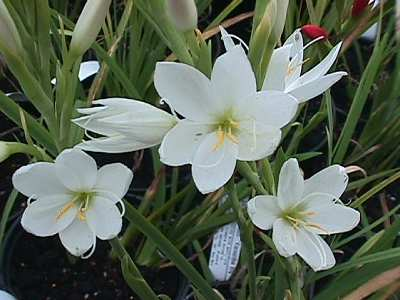
'Alba'
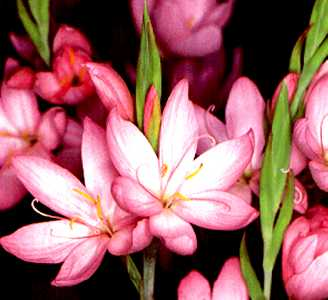
'Fenland Daybreak'
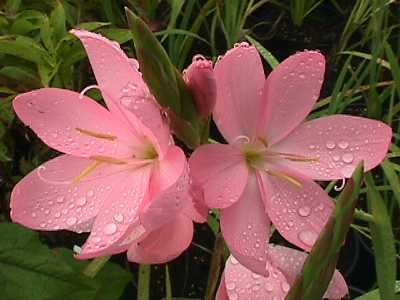
'Jennifer'
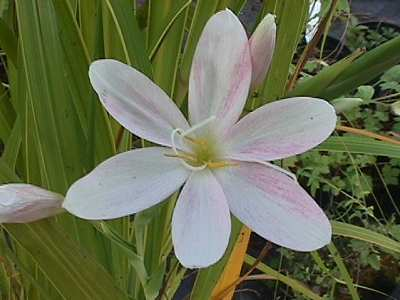
'Maidens Blush'
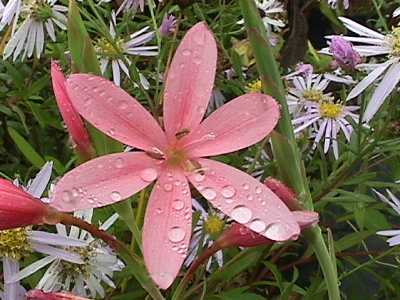
'Mrs. Hegarty'
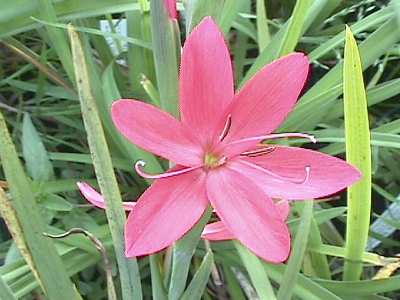
'Professor Barnard'
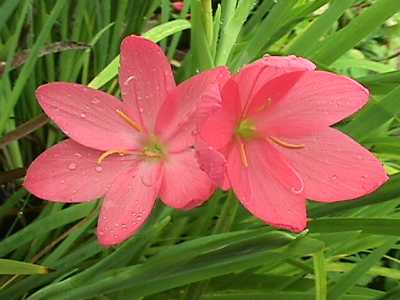
'Sunrise'
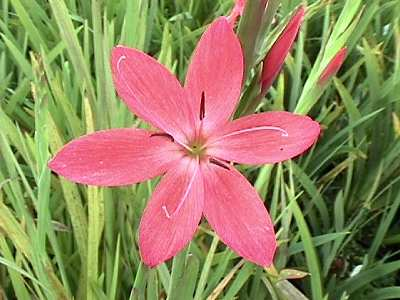
'Viscountess Byng'